# Parastylodactylus
Parastylodactylus is een geslacht van kreeftachtigen uit de klasse van de Malacostraca (hogere kreeftachtigen).

## Soorten
- Parastylodactylus bimaxillaris (Spence Bate, 1888)
- Parastylodactylus hayashii (Komai, 1997)
- Parastylodactylus longidactylus Cleva, 1990
- Parastylodactylus moluccensis Cleva, 1997
- Parastylodactylus richeri Cleva, 1990
- Parastylodactylus semblatae Cleva, 1990
- Parastylodactylus sulcatus Komai & Rajool Shanis, 2011
- Parastylodactylus tranterae Cleva, 1990